# 赵志瑶
赵志瑶（1990年6月26日—），中国大陆女演员，生于新疆伊宁市，毕业于上海戏剧学院表演系本科。2010年10月参加《西施秘史》剧组的“选西施 拍秘史”活动，后在剧中出演郑旦一角。

## 电视剧
| 播出年份 | 剧名         | 角色   | 备注 |
| -------- | ------------ | ------ | ---- |
| 2012年   | 西施秘史     | 郑旦   |      |
| 2012年   | 花一样的女人 | 梅     |      |
| 2013年   | 爱情自有天意 | 金晶   |      |
| 2015年   | 乾隆秘史     | 李枕霞 |      |